# Semjon Trofimowitsch Bytschkow

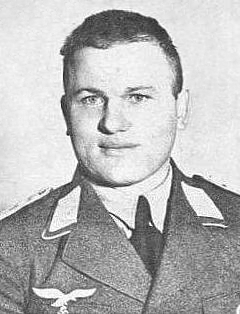
Semjon Bytschkow (1940er Jahre)

Semjon Trofimowitsch Bytschkow (russisch Семён Трофимович Бычков, * 15. Mai 1918 in Petrowka, heutige Oblast Woronesch; † 4. November 1946) war ein sowjetischer Pilot.

## Biografie
1936 schloss er eine Ausbildung an einem Flugverein in Woronesch ab und arbeitete dort anschließend als Ausbilder. Im September 1938 schloss er die Schule für Zivilluftfahrt in Tambow ab und begann als Pilot am Flughafen Woronesch zu arbeiten. Er trat im Januar 1939 der Roten Armee bei. In Borissoglebsk studierte er an einer Militärpilotenschule. Er diente im 12. Reservefliegerregiment. Ab dem 16. Dezember 1940 war er Pilot des 42. und dann des 287. Jagdfliegerregiments. Im Juni 1941 schloss er eine Jagdpilotenausbildung an der Militärschule in Konotop ab.
Am 25. März 1942 wurde ihm der Rang eines Leutnants verliehen und ab dem 20. Juli dieses Jahres wurde er stellvertretender Staffelkommandeur. Im selben Jahr wurde er von einem Militärgericht für schuldig befunden, einen Flugzeugabsturz verursacht zu haben und zu fünf Jahren Zwangsarbeitslager verurteilt. Durch den Beschluss des Militärrats Nr. 037/44 vom 1. Oktober 1942 wurde die Verurteilung aufgehoben. Bytschkow kämpfte als Teil des 937. und 482. Jagdfliegerregiments der 322. Jagdfliegerdivision. Er nahm an 60 Luftkämpfen teil, bei denen er persönlich 15 Flugzeuge und eines in einer Gruppe zerstörte. Ab 1943 war er stellvertretender Kommandeur des 482. Jagdfliegerregiments. Am 2. September 1943 wurde ihm der Titel Held der Sowjetunion verliehen.
Am 10. Dezember 1943 wurde er im Raum Orscha durch feindliches Flakartilleriefeuer abgeschossen und verwundet gefangen genommen. Am 7. März 1944 wurde er auf Anordnung der Hauptdirektion des Volkskommissariats für Verteidigung der UdSSR aus den Listen der Roten Armee gestrichen. Er trat in diesem Jahr der russischen Fliegergruppe unter dem zum NS-Staat übergelaufenen Offizier Wiktor Malzew bei. Im Dezember 1944 leitete Bytschkow die Aufstellung der 5. Jagdstaffel des 1. Fliegerregiments in der Russischen Befreiungsarmee. Als Teil der Streitkräfte des Komitees zur Befreiung der Völker Rußlands erhielt er 1945 den Rang eines Majors.
Im September 1945 wurde er aus US-amerikanischer Kriegsgefangenschaft in die sowjetische Besatzungszone repatriiert. Am 24. August 1946 wurde er vom Militärtribunal des Moskauer Militärbezirks wegen Hochverrats zum Tod durch Erschießen verurteilt. Das Urteil wurde am 4. November vollstreckt. Durch ein Dekret des Präsidiums des Obersten Sowjets der UdSSR vom 21. März 1947 wurden ihm alle Auszeichnungen und der Titel eines Helden der Sowjetunion entzogen.